# Hirundinea bellicosa
Hirundinea bellicosa, "svaltyrann", är en fågelart i familjen tyranner inom ordningen tättingar.

## Utbredning och systematik
Fågeln delas in i två underarter med följande utbredning:
- H. b. pallidior – nordvästra Bolivia söderut till västra Paraguay och nordvästra Argentina (i syd till Mendoza och San Luis)
- H. b. bellicosa – östra och södra Brasilien, östra Bolivia (östra Santa Cruz), östra Paraguay, nordöstra Argentina (Misiones) samt Uruguay

Den betraktas oftast som underart till klipptyrann (Hirundinea ferruginea), men urskiljs sedan 2016 som egen art av Birdlife International och IUCN.

## Status
Den kategoriseras av IUCN som livskraftig.